# Suigu
Suigu este o arie protejată (sit de importanță comunitară — SCI) din Estonia întinsă pe o suprafață de 130,9 ha, integral pe uscat.

## Localizare
Centrul sitului Suigu este situat la coordonatele 59°08′29″N 26°48′46″E / 59.1415°N 26.8128°E.

## Înființare
Situl Suigu a fost declarat sit de importanță comunitară în aprilie 2004 pentru a proteja 1 specie de plante.

## Biodiversitate
Situată în ecoregiunea boreală, aria protejată conține 2 habitate naturale: Taiga vestică, Păduri fino-scandinave bogate în ierburi cu Picea abies.
La baza desemnării sitului se află o specie protejată de  plante: Cinna latifolia.